# Rolf Pflücke
Rolf Pflücke (* 11. Juni 1942 in Bruchsal, Baden-Württemberg) ist ein deutscher Journalist.

## Leben
Pflücke studierte Sozialwissenschaften und Ethnologie in Heidelberg und promovierte 1970 zum Dr. phil.
Danach absolvierte er ein Volontariat beim Fernsehen des SWF in Baden-Baden. Nach längeren Aufenthalten in den USA und Lateinamerika arbeitete er als freier TV-Dokumentarist.
Nach dem Militärputsch in Chile 1973 schickte ihn die ARD als Fernseh-Korrespondent nach Südamerika. 1974 wurde er Studioleiter in Buenos Aires (Argentinien), Berichtsgebiet ganz Lateinamerika. Seine 'Feuertaufe' (sic) als Journalist erhielt Pflücke nach den blutigen Staatsstreichen in Chile und 1976 in Argentinien.
Daneben machte er mit seinen Literatur-Dokumentationen große Autoren Lateinamerikas wie Jorge Luis Borges, Gabriel Garcia Marquez, Mario Vargas Llosa, Jorge Amado, Ernesto Sabato, João Ubaldo Ribeiro und Anderen einem breiteren deutschen TV-Publikum bekannt.
1979 ließ er sich in Heidelberg nieder und drehte in den Folgejahren Reportagen als freier TV-Journalist in aller Welt. 1985–1991 ging er im Auftrag des Zweiten Deutschen Fernsehens (ZDF) als Leiter des Südamerika-Studios nach Rio de Janeiro (Brasilien). Schwerpunkte neben der aktuellen Berichterstattung: Kultur und Umwelt. Er drehte zahlreiche Reportagen über die Rückkehr Chiles und Argentiniens zur Demokratie und informierte in seinen Berichten über die Zerstörung des Amazonas-Urwalds und die Situation der indigenen Völker.
Nach 1991 arbeitete Pflücke beim ZDF in Mainz als Moderator des Auslandsjournals und mehrerer Sondersendungen (ZDF-Spezial). Daneben drehte er TV-Dokumentationen für Terra X in Peru und Ekuador und mit dem Norweger Thor Heyerdahl (Kon-Tiki) im Pazifik.
1993 wurde Pflücke ZDF-Korrespondent in Rom, zuständig für Italien und Griechenland. Es waren die Jahre der großen politischen Korruptionsskandale, von Silvio Berlusconi und der Aufarbeitung von Mafia-Verbrechen (Prozesse von Palermo). Von Rom aus berichtete er auch über den Kosovo-Krieg. Nach seiner Rückkehr 1998 war er stellvertretender Leiter der Hauptredaktion Außenpolitik und verantwortlich für die 'ZDF-Reportage'.
Pflücke wurde mit mehreren Filmpreisen ausgezeichnet.
1990 erschien sein Buch Südamerika – Das verlorene Jahrhundert.
Er hat zwei Töchter.
2008 ging er nach Westafrika. Er arbeitet ehrenamtlich als Koordinator für die Nichtregierungsorganisation 'Konvoi der Hoffnung e.V.'. In Burkina Faso, Togo und im Kongo engagiert er sich für den Bau von Schulen, Kindergärten und Staubecken, für die Alphabetisierung von Erwachsenen und Mikrokredite für Frauen und für den Unterhalt einer Taubstummenschule.